# Fasciolidae
Famille
Les Fasciolidae sont une famille de trématodes de l'ordre des Plagiorchiida.

## Liste des genres
Six genres sont répartis en trois sous-familles[réf. nécessaire] :
- Fasciolinae Railliet, 1895
  - Fasciola Linnaeus, 1758
  - Fascioloides Ward, 1917
  - Tenuifasciola Yamaguti, 1971
- Fasciolopsinae Odhner, 1910
  - Fasciolopsis Looss, 1899
  - Parafasciolopsis Ejsmont, 1932
- Protofasciolinae Skrjabin, 1948
  - Protofasciola Odhner, 1926